# Братске
Братске (на украински: Братське) е селище от градски тип в Южна Украйна, Братски район на Николаевска област. Основано е през 1788 година. Населението му е около 5000 души.